# Луцык, Владимир Фёдорович
Влади́мир Фёдорович Лу́цык (2 сентября 1857, Годов — 25 февраля 1909, Львов) — галицко-русский общественный деятель, русский писатель.

## Биография
Родился 2 сентября 1857 года в селе Годов на галицком Подолье (Австро-Венгрия).
В 1876 году окончил Бережанскую гимназию, в 1880 году — Львовский университет.
Умер 25 февраля 1909 года в заведении для душевнобольных в Кульпаркове на окраине Львова. Похоронен в Братской могиле галицко-русских журналистов на Лычаковском кладбище Львова.

## Творческая деятельность
Выступал под псевдонимом Бодак-Музыка. На его творчество имел влияние русский поэт А. В. Кольцов. В. Луцык много писал о тяжёлой доле крестьян австрийской Галиции.
Его лучшими рассказами считаются «В блаженном супружеском пристанище», «Госпожа юность», «Из солдатской жизни», «Любовная комедия», «Месть моря», «Старец в одну ночь», «Странный пациент», «Паук», «Зазулька», «Чародейка», которые свидетельствуют о тщательной стилистической обработке и наблюдениях.